# Erwin Kehlhoffner
Erwin Kehlhoffner (* 6. Dezember 1983 in Strasbourg) ist ein französischer Badmintonspieler. 

## Karriere
Erwin Kehlhoffner nahm 2008 im Herreneinzel an Olympia teil. Er verlor dabei in Runde drei und wurde somit 9. in der Endabrechnung. In Frankreich gewann er nach neun Nachwuchstiteln 2005 seinen ersten bei den Erwachsenen. International gewann er 2008 überraschend Bronze bei der Europameisterschaft im Herrendoppel mit Svetoslav Stoyanov.

## Sportliche Erfolge
| Saison    | Veranstaltung                                   | Disziplin    | Platz | Name                                   |
| --------- | ----------------------------------------------- | ------------ | ----- | -------------------------------------- |
| 1995/1996 | Französische Nachwuchsmeisterschaft (Benjamins) | Herreneinzel | 1     | Erwin Kehlhoffner                      |
| 1997/1998 | Französische Nachwuchsmeisterschaft (Minimes)   | Herrendoppel | 1     | Erwin Kehlhoffner / Thomas Quéré       |
| 1999/2000 | Französische Nachwuchsmeisterschaft (Cadets)    | Herreneinzel | 1     | Erwin Kehlhoffner                      |
| 1999/2000 | Französische Nachwuchsmeisterschaft (Cadets)    | Herrendoppel | 1     | Erwin Kehlhoffner / Julien Tchoryk     |
| 1999/2000 | Französische Juniorenmeisterschaft              | Mixed        | 1     | Erwin Kehlhoffner / Audrey Petit       |
| 2000/2001 | Französische Juniorenmeisterschaft              | Herrendoppel | 1     | Erwin Kehlhoffner / Maxime Siegle      |
| 2000/2001 | Französische Juniorenmeisterschaft              | Mixed        | 1     | Erwin Kehlhoffner / Aurélie Bréard     |
| 2001/2002 | Französische Juniorenmeisterschaft              | Mixed        | 1     | Erwin Kehlhoffner / Aurélie Bréard     |
| 2001/2002 | Französische Juniorenmeisterschaft              | Herrendoppel | 1     | Erwin Kehlhoffner / Thomas Quéré       |
| 2001/2002 | Französische Juniorenmeisterschaft              | Herreneinzel | 1     | Erwin Kehlhoffner                      |
| 2004/2005 | Französische Meisterschaft                      | Herrendoppel | 1     | Erwin Kehlhoffner / Thomas Quéré       |
| 2005/2006 | Französische Meisterschaft                      | Herrendoppel | 1     | Erwin Kehlhoffner / Thomas Quéré       |
| 2007      | Victorian International                         | Herrendoppel | 3     | Erwin Kehlhoffner / Brice Leverdez     |
| 2007      | Victorian International                         | Herreneinzel | 3     | Erwin Kehlhoffner                      |
| 2007      | North Shore City International                  | Herreneinzel | 1     | Erwin Kehlhoffner                      |
| 2007/2008 | Französische Meisterschaft                      | Herrendoppel | 1     | Svetoslav Stoyanov / Erwin Kehlhoffner |
| 2008      | Europameisterschaft                             | Herrendoppel | 3     | Erwin Kehlhoffner / Svetoslav Stoyanov |
| 2008      | Olympia                                         | Herreneinzel | 9     | Erwin Kehlhoffner                      |
| 2009/2010 | Französische Meisterschaft                      | Herrendoppel | 1     | Svetoslav Stoyanov / Erwin Kehlhoffner |